# Yanagida Seizan
Yanagida Seizan (jap. 柳田 聖山, Yanagida Seizan; * 19. Dezember 1922 in dem Dorf Inae in der Präfektur Shiga; † 8. November 2006) war einer der bedeutendsten japanischen Buddhologen des zwanzigsten Jahrhunderts. Er war führend bei der Erforschung des chinesischen Zen (Chan).
Yanagida wurde 1922 als Sohn eines Zen-Priesters in einem Tempel der Rinzai-Schule geboren. 1942 machte er seinen Abschluss an der Rinzai-Fachschule (der heutigen Hanazono-Schule) in Hikone. Danach übte er den Zen-Buddhismus im Eigen-ji, dem Haupttempel der Eigen-ji-Linie des Rinzai-Zen, aus. 1948 machte er seinen Abschluss in Literatur an der Ōtani-Universität in Kyōto und hielt erste Vorlesungen an der Hanazono Universität Kyōto. 1949 wurde er Assistent, 1950 Dozent und 1954 Assistenzprofessor. Im Jahr 1955 legte er seine Roben als Mönch der Rinzai-Schule als Protest gegen die Haltung der Rinzai-Schule während und nach dem Zweiten Weltkrieg ab. 1960 wurde Yanagida Professor im Institut für Buddhismus-Studien der Hanazono-Universität Kyōto. 1968 wurde er dort Leiter des Instituts für Literatur. 1976 wurde er als Professor an die Universität Kyōto berufen. 1986 emeritierte er und gründete an der Hanazono Universität das IRIZ (International Research Institute for Zen Buddhism), an welchem er bis zum Jahr 1996 weiterforschte und zahlreiche westliche Wissenschaftler ausbildete und unterstützte, darunter Urs App, Carl Bielefeldt, Bernard Faure, John R. McRae, Michel Mohr, Christian Wittern, u. a.
Yanagida erhielt für seine Forschungsarbeiten viele Preise und Ehrungen, darunter 1981 für ein Buch über Ikkyū Sōjun den Yomiuri-Literaturpreis und 1996 den Orden des Heiligen Schatzes 'Isao Rang 3'.
Eine tiefe Liebe verband ihn mit dem japanischen Zen-Mönch und Dichter Ryōkan (1758–1831).